# 이혜상 (무용수)
이혜상(1988년 8월 8일~)은 대한민국의 현대 무용가이자 안무가이다.

## 개요
- 2015년부터 현대무용 단체 앰비규어스댄스컴퍼니에서 춤을 추고있다.
- 한국예술종합학교 무용원 창작과를 졸업했다.
- 다섯 살 무렵 춤에 반했다고 한다.

## 학력
- 한국예술종합학교 무용원 창작과 예술사 (졸업)
- 경희대학교 경영대학원 문화예술경영학과 (졸업)

## 클립
- Surfaces, salem ilese "Come With Me" - 앰비규어스댄스컴퍼니 연습실
- 2021.03.12 ESQUIRE Korea- 앰비규어스댄스컴퍼니 인터뷰 ("잘 안 들어요")
- 2020.11.20 옆돌기는 옆으로 갈 수 있어요
- 2020.10.27 "바디 콘서트" 앵콜 장면
- 2020.09.30 "Breathe" 연습 영상
- 2020.08.24 "기가막힌 흥" 순싹 연습 중
- 2020.06.29 "귀코 프로젝트" 난 여름이 좋아 (피맛골)
- 2019.09.27 서울 거리 예술 축제 (SSAF 2019) - 앰비규어스댄스컴퍼니 인터뷰

## 공연 참여[1]
- 2021,12.17 아르코 예술극장 대극장 "바디 콘서트 (Body Concert)"
- 2021.12.10 광명 시민회관 대공연장 "애매모호한 갈라쇼"
- 2020.11.12 서울 국제공연예술제 "기가막힌 흥"
- 2019.10.04 서울 거리예술축제 "피버 (Fever)"
- 2018.09.15 안산 문화예술의 전당 "언더더쇼 (Under the Show)"
- 2018.05.18 안산 문화예술의 전당 "틈"
- 2017.11.11 평촌 아트홀 "바디 콘서트 (Body Concert)"
- 2017.01.31 구리 아트홀 현대적 놀이로 재탄생 - 앰비규어스댄스컴퍼니 "얼토당토" - 댄스 포스트 코리아 기사 (Dance Post Korea)[2]
- 2015.11.07 안산 문화예술의 전당, 앰비규어스댄스컴퍼니 공연 "바디콘서트 (Body Concert)"[3]
- 2014.06.15 춤 추는 공칠의 첫 번째 프로젝트 - 스윙대시 (Swung dash)  대학로 예술극장 3관[4]

## 언론[5]
- 2021.02.22  월간 객석 2월호, 기사
- 2021.01.26 월간 객석 2월호, 동영상 - 21세기 우주 대스타 탄생기 앰비규어스댄스컴퍼니* 이날치

## 광고[6]
- 2021.06.01 KCC 페인트, 새로운 모델 앰비규어스댄스컴퍼니 - 인터뷰
- 2021.05.28 구찌, Hello Gucci x Ambiguous Dance Company (Full ver.)
- 2021.04.30 KCC 페인트, 빛 바래고 칙칙한 건 못 참는 컬러 레인저스 출동!
- 2021.03.21 한국관광공사, Feel the Rhythm of KOREA: 인천 - INCHEON
- 2021.02.22 AI 홈런 - 응원 메시지
- 2021.02.09 AI 홈런, 학습의 클래스가 다른 초개인화 러닝의 시작
- 2021.01.12 노블레스 티비 (Noblesse TV) - 02. 앰비규어스댄스컴퍼니가 국민체조로 벌인 기이한 춤판
- 2020.12.29 한국관광공사, Feel the Rhythm of KOREA - 제작 (Making Film)
- 2020.12.22 설화수 (Sulwhasoo)
- 2020.12.01 현대백화점 압구정 본점 - The House H
- 2020.11.20 코스모폴리탄 (COSMOPOLITAN Korea) 앰비규어스댄스컴퍼니(AMDACO)가 선글라스를 벗으면 생기는 일
- 2020.11.17 KT 5G로 더 새로워진 iPhone 12 Pro
- 2020.10.30 다시곰 (DarcyGom) Ambiguous Jungle[7]
- 2020.10.29 KT 5G iPhone12가 5G를 달고 이 땅에 당도 허는디
- 2020.10.29 노블레스 티비 (Noblesse TV) - 01. 청담동
- 2020.10.13 한국관광공사, Feel the Rhythm of KOREA: 안동 - ANDONG
- 2020.10.13 한국관광공사, Feel the Rhythm of KOREA: 목포 - MOKPO
- 2020.10.13 한국관광공사, Feel the Rhythm of KOREA: 강릉 - GANGNEUNG
- 2020.10.07 피자 알볼로 (Pizza Alvolo) - 제작
- 2020.07.30 한국관광공사, Feel the Rhythm of KOREA: 서울 - SEOUL
- 2020.07.30 한국관광공사, Feel the Rhythm of KOREA: 부산 - BUSAN
- 2020.07.30 한국관광공사, Feel the Rhythm of KOREA: 전주 - JEONJU
- 2020.06.11 피자 알볼로 (Pizza Alvolo)